# Castelnau-d’Auzan
Castelnau-d’Auzan korábbi község Franciaországban, Gers megyében. Lakosainak száma 1047 fő (2013). Castelnau-d’Auzan Eauze községgel határos.
2016. január 1-jén Labarrère korábbi községgel egyesült és az így létrejött Castelnau d’Auzan Labarrère új község része lett.

## Népesség
A település népességének változása:
| Lakosok száma | 1295 | 1291 | 1207 | 1109 | 1062 | 1036 | 1091 | 1067 | 1047 |
|               | 1962 | 1968 | 1975 | 1982 | 1990 | 1999 | 2008 | 2010 | 2013 |